# Söderskjutbanan

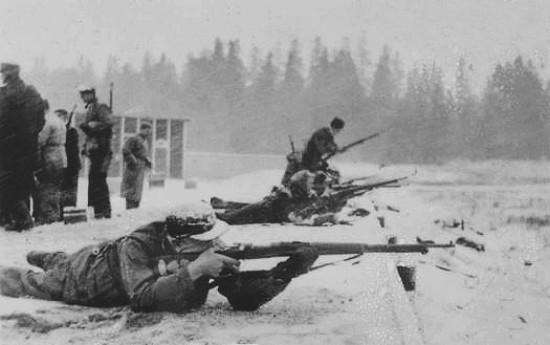
Gevärsskytte på Söderskjutbanan nyårsdagen 1943.

Söderskjutbanan var en skjutbana i södra Stockholm, belägen på gränsen mellan Rågsved i Stockholms kommun och Stuvsta i Huddinge kommun. Verksamheten började på 1940-talet och avvecklades successivt mellan 1975 och 1984. Banan har använts för såväl gevärsskytte som pistolskytte.

## Historik

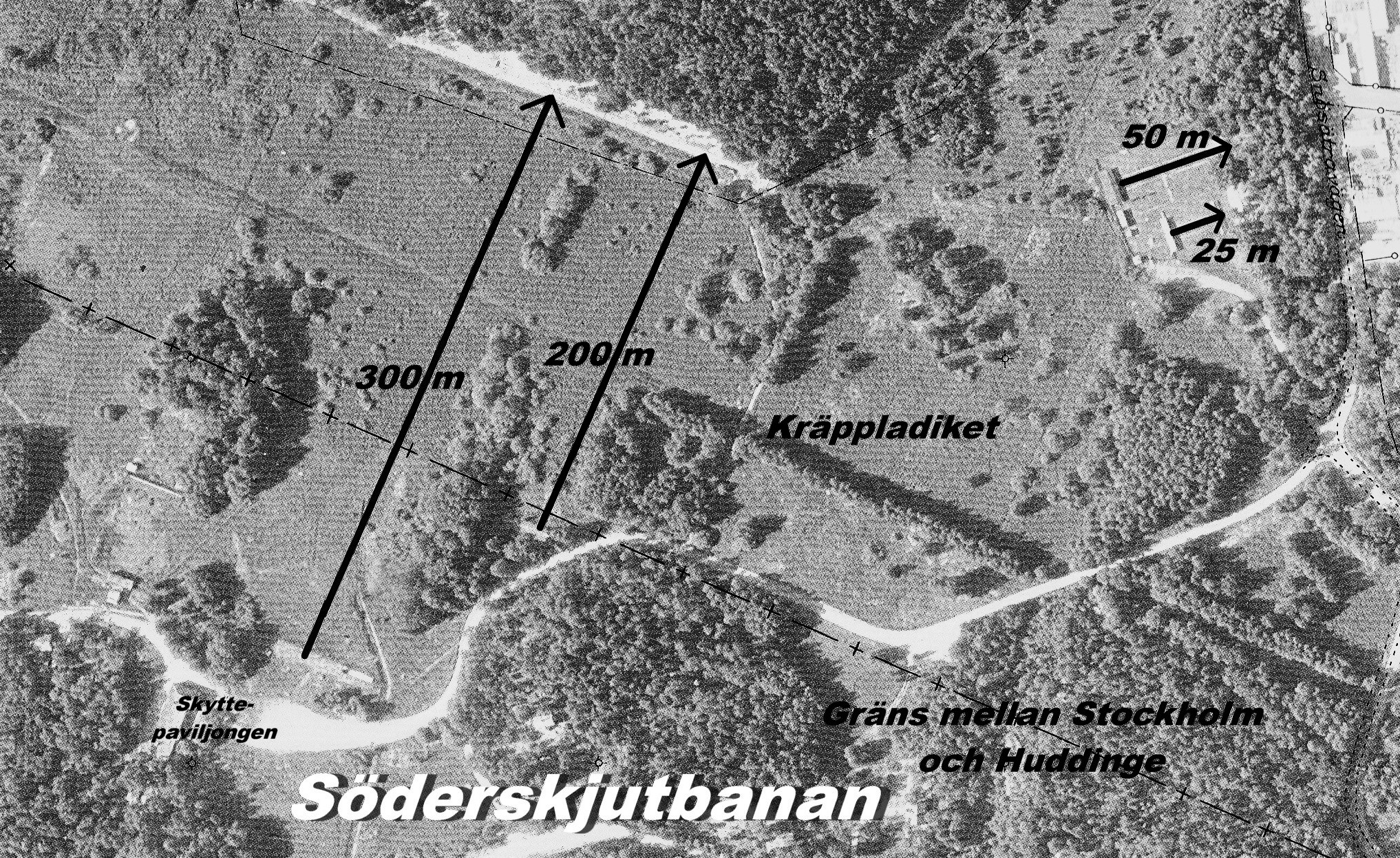
Söderskjutbanans banor.

Söderskjutbanan anlades under andra världskriget på initiativ av Stockholms stad och invigdes den 19 september 1942. Den bestod av fyra banor: en 25-metersbana, en 50-metersbana, en 200-metersbana och en 300-metersbana. Banorna låg i Kräppladiket (idag en del av Rågsveds naturreservat) vid västra slutet av sjön Magelungen och var uppdelade i två separata anläggningar. Den ena med 200 och 300 meter där man sköt gevär från Huddingesidan (ungefär vid dagens Myrängsskolan) mot norr tvärs över Kräppladiket och den andra med 25 och 50 meter där man sköt pistol i väst-ostlig riktning mot Snösätravägen och nuvarande Snösätra industriområde. 
Söderskjutbanan var även hemvist för Katarina Pistolskytteförening (KPSF) som bildades sommaren 1941. Söderskjutbanan började avvecklas 1975 och lades slutligen ner 1984 i samband med uppförandet av nya bostadsområden i närheten.

## Området idag
Av Söderskjutbanan kvarstår idag bland annat markörgrav, kulfång, skjutvallar och skytteramper. Av skjutbanans byggnader återfinns bland annat grunden efter en skyttepaviljong som låg på Huddingesidan strax norr om Myrängsskolan. Byggnaden kallades även Storstugan eller Söderpaviljongen och mätte 35x10 meter. I paviljongen rymdes vaktmästarbostad, expedition, rum för vapenvård och vapenskåp. I närheten märks den långsmala grunden efter en skytteramp för 300 meters skytte. De skjutvallar som finns kvar idag har använts vid 300-metersskytte med gevär. De ytliga marklagren vid den tidigare skjutvallen för 200- och 300-metersbanan är förorenade av bland annat antimon, bly och koppar. I östra delen av den forna anläggningen finns skytterampen för pistolskytte kvar.

## Bilder

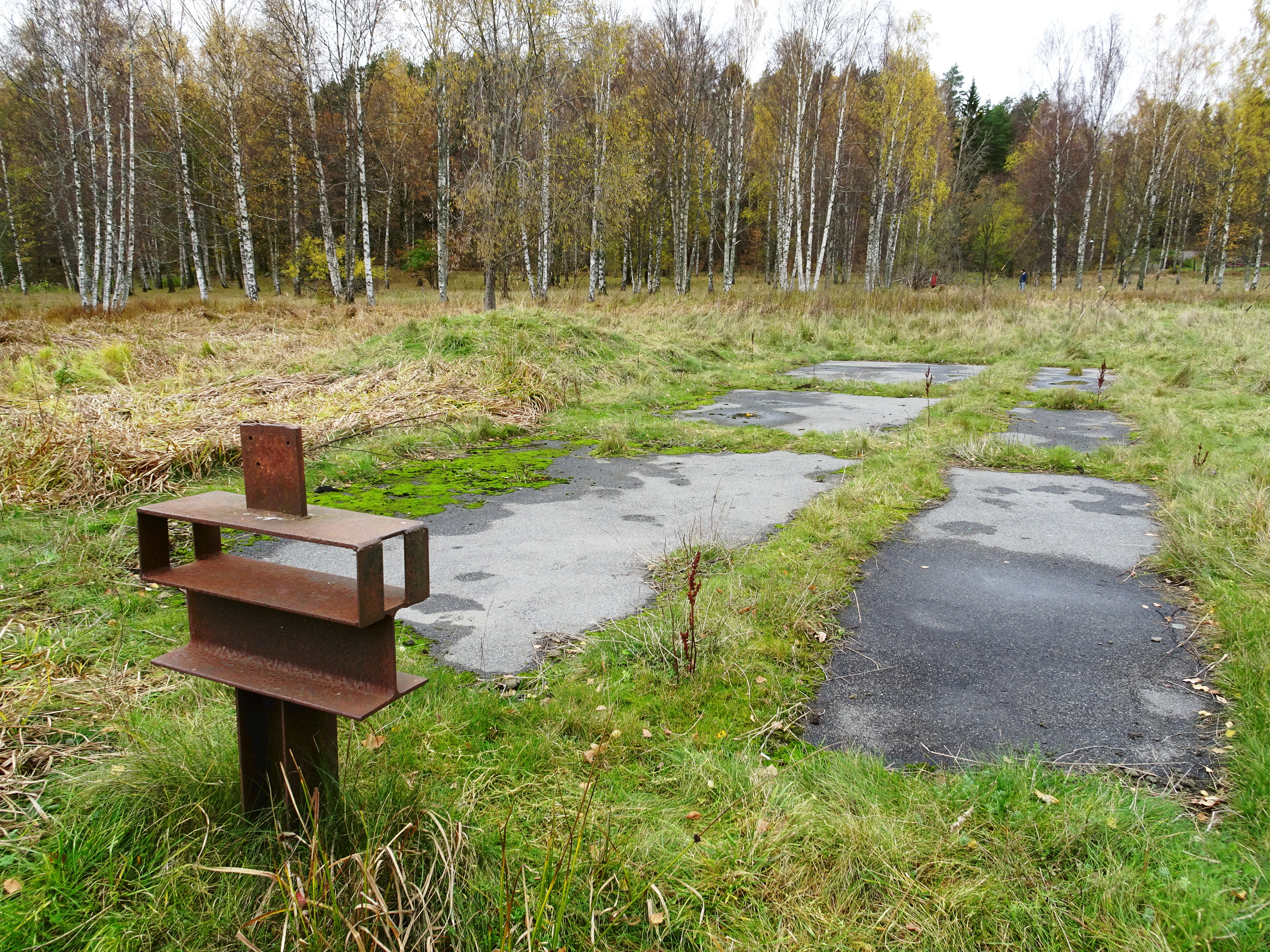
Skytterampen för 25 och 50 meter.
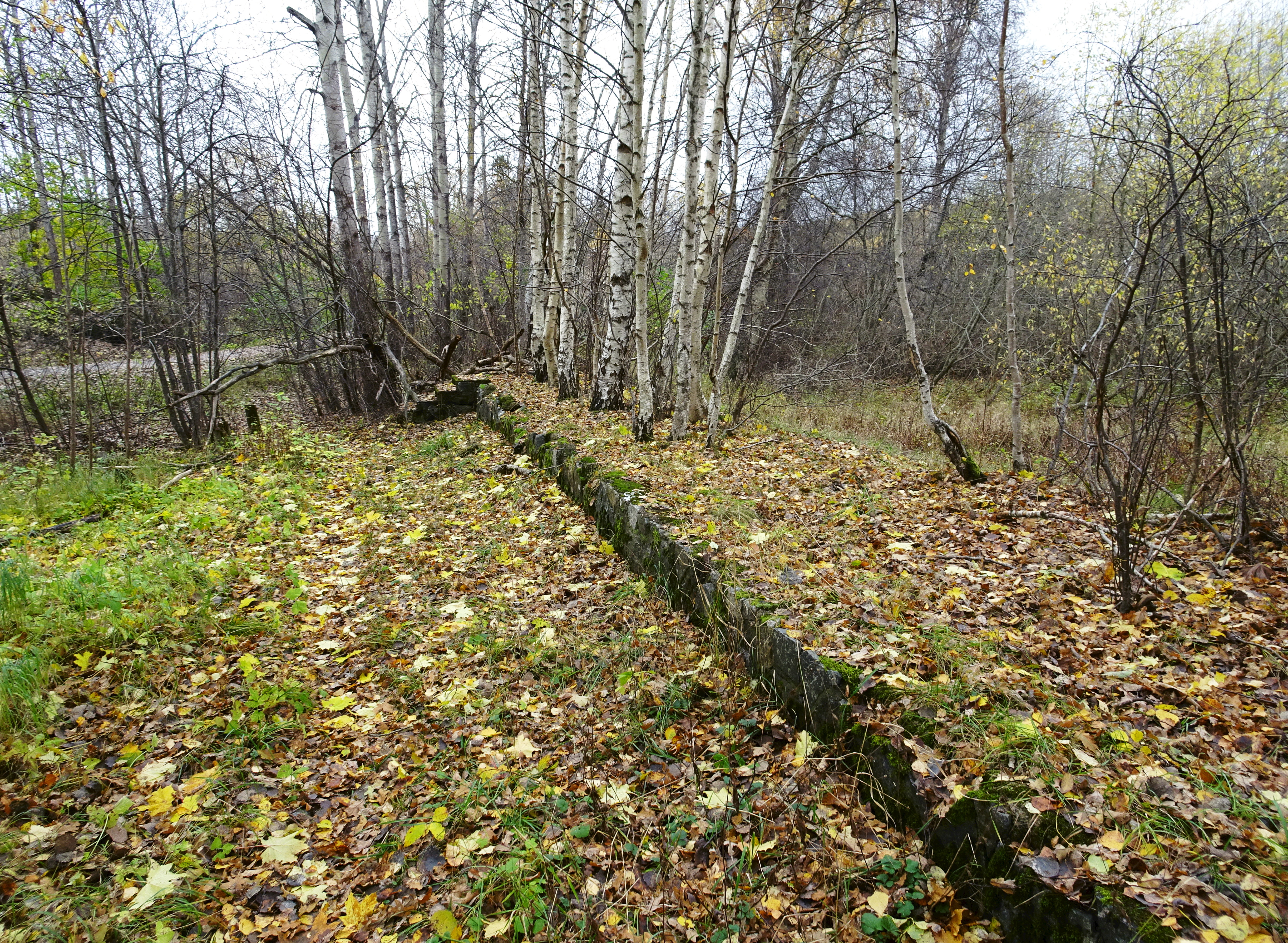
Skytterampen för 300 meter.
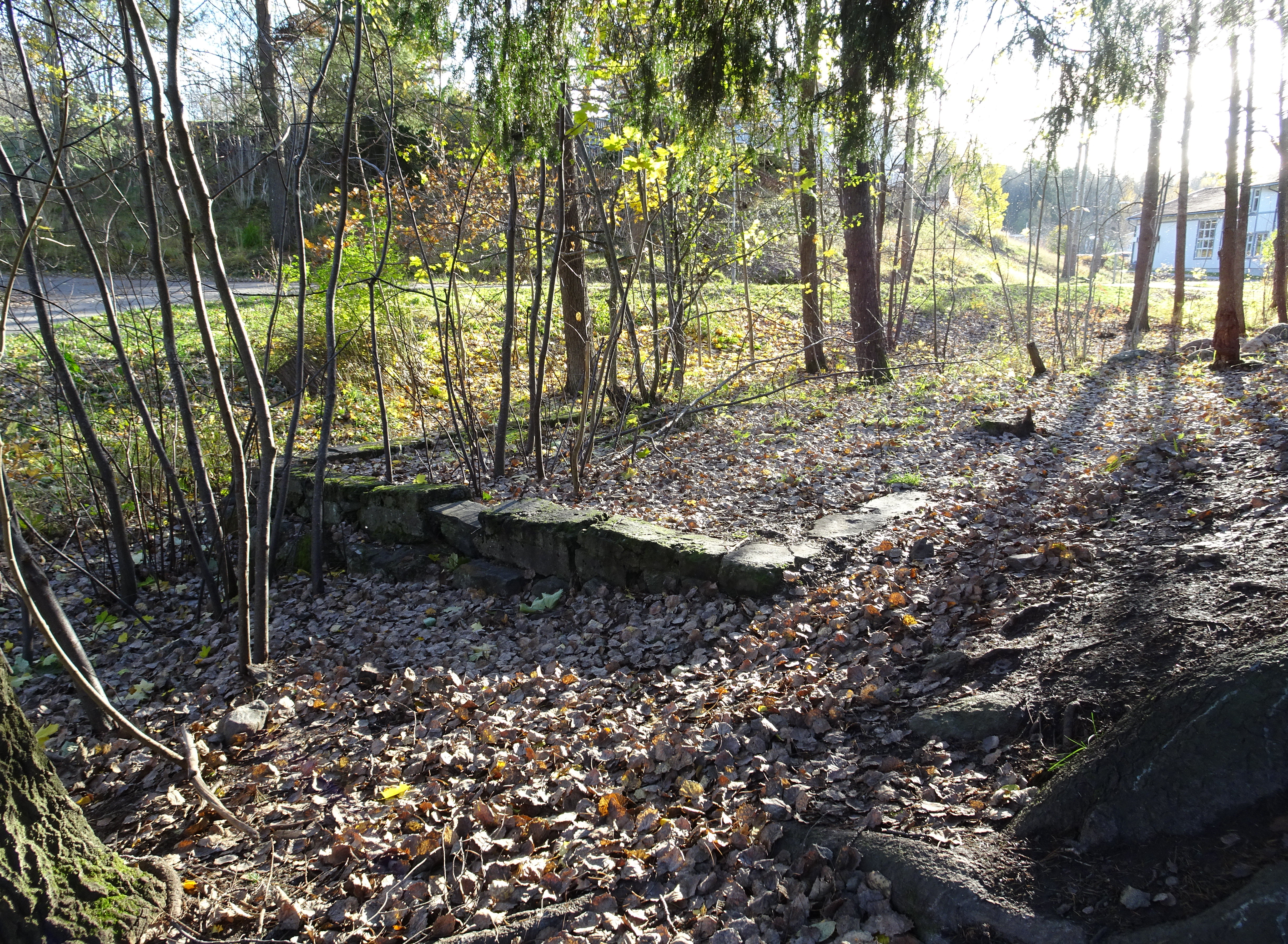
Grunden efter skyttepaviljongen.
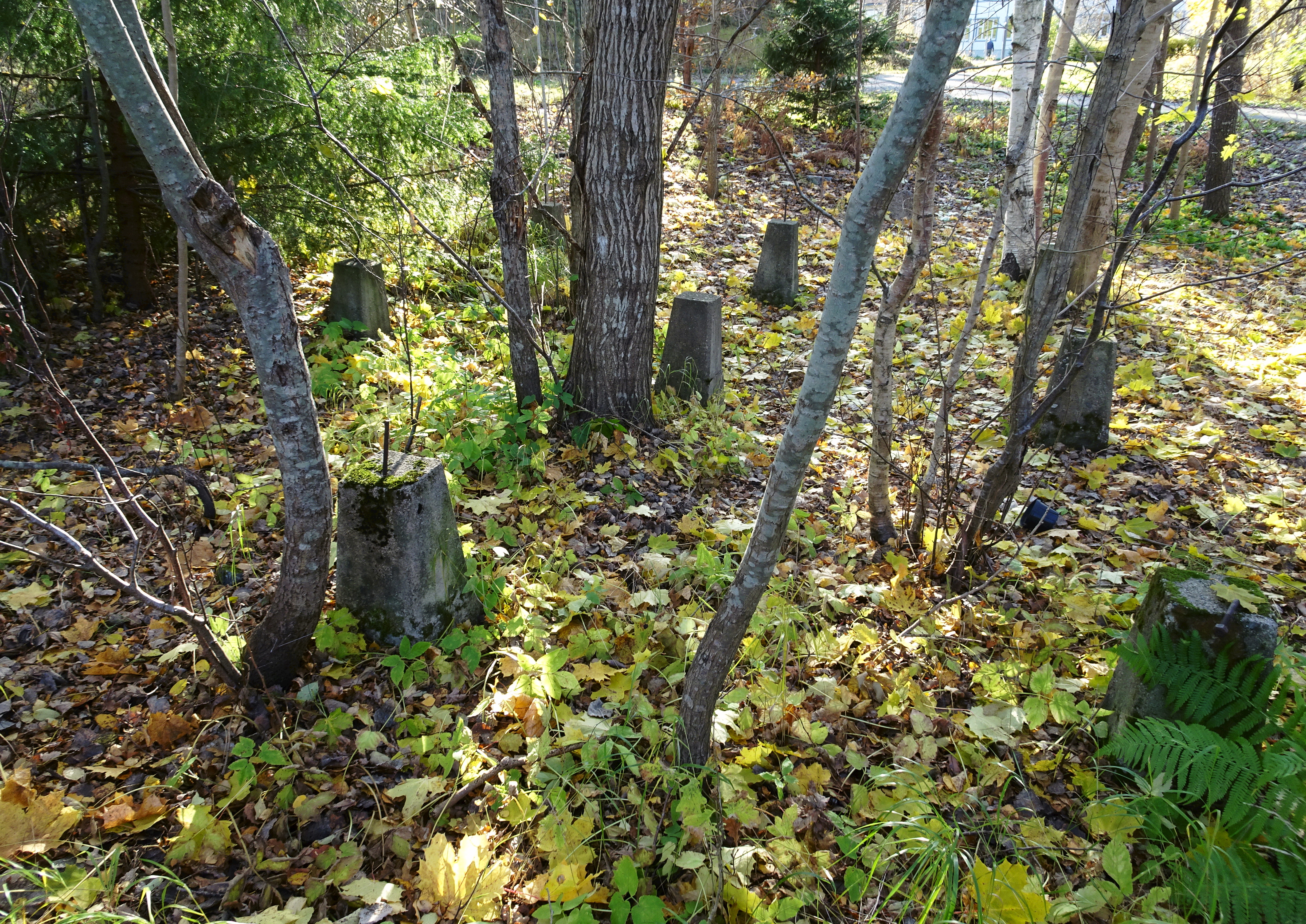
Betongplintar efter en förrådsbyggnad
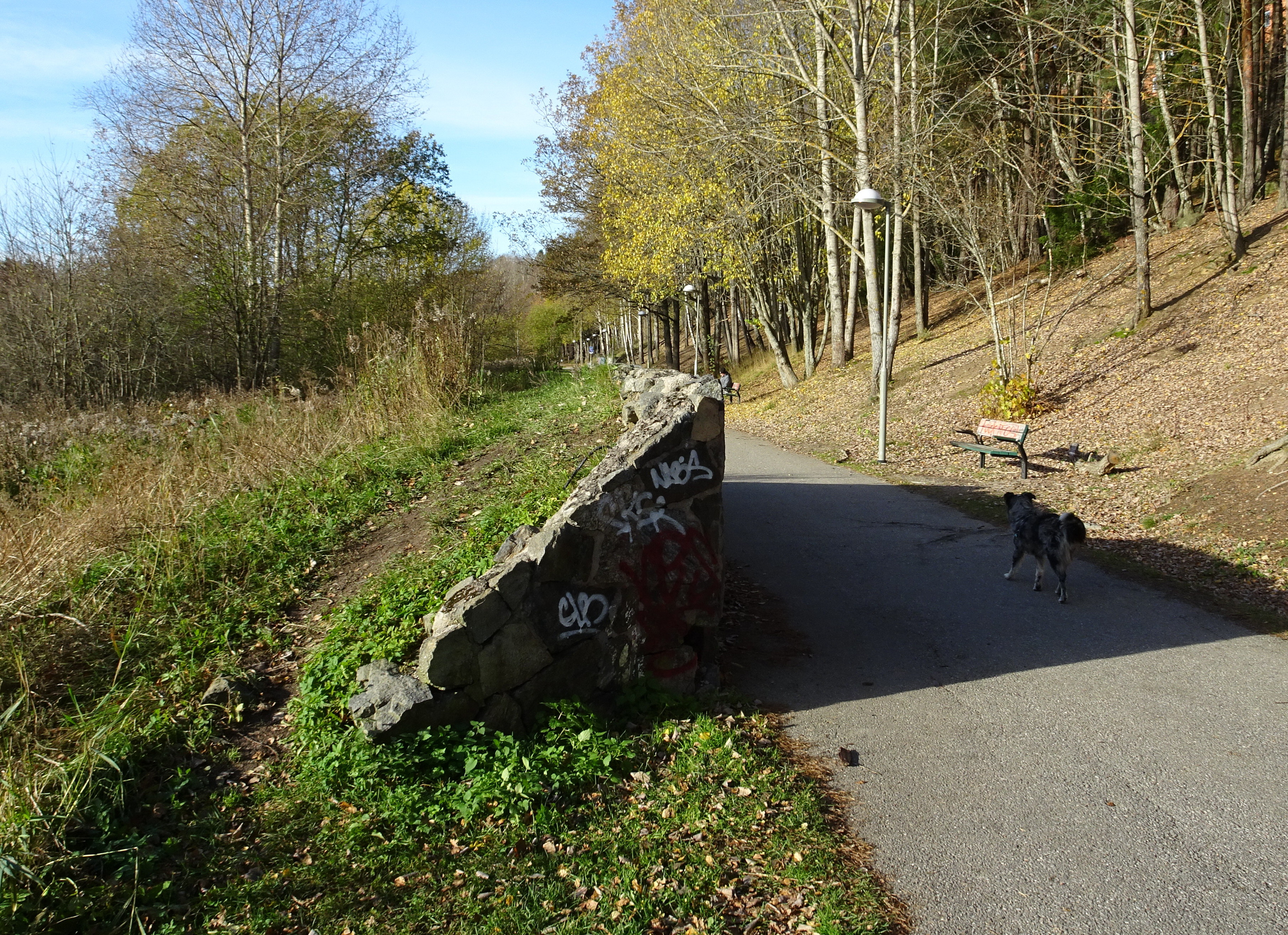
Markörgraven med den gamla skjutvallen till höger.

## Andra nedlagda skjutbanor i Stockholm
- Järva skjutfält (nedlagd 1970)
- Kaknäs skjutbanor (nedlagd 1998)
- Stora Skuggans skjutbanor (nedlagd 1978)